# Sorin Dumitrescu (hidrolog)
Sorin Dumitrescu (n. 25 iulie 1928, București – d. 2020) a fost un hidrolog român, care s-a remarcat pe plan internațional încheindu-și cariera ca subdirector general UNESCO pentru științe.

## Biografie
Urmează cursurile Facultății de Hidrotehnică, pe care a absolvit-o în 1950 și este repartizat la Direcția Apelor din Ministerul Construcțiilor, lucrând în colectivul de hidrologie. Acest colectiv este transferat la Direcția Generală Hidrometerologică (DGH), creată în 1952.
Este numit director al Sectorului hidrologie din DGH (1952). În acestă calitate, întreprinde – împreună cu colegii săi – o acțiune de reconstrucție, pe baze moderne, a rețelei hidrologice și a bazei de date. Coordonează primele studii de sinteză asupra regimului hidrologic din România. În 1953 efectuează un stagiu de specializare la Institutul hidrologic (GGI) din Sankt Petersburg.
În 1955 și în anii următori, este numit director general, respectiv director general adjunct, al DGH. După înființarea Comitetului de Stat al Apelor, este numit în 1959 director al Institutului de Studii și Cercetări Hidrotehnice (ISCH). Sub conducerea lui Sorin Dumitrescu, ISCH devine unul din marile centre de cercetări din România, realizările sale fiind apreciate și peste hotare.
În 1969 își susține doctoratul în hidrologie cu o teză privind variația scurgerii cu aplicații la regimul râurilor din România.
În 1964, participă la conferința internațională organizată de UNESCO în vederea lansării Deceniului hidrologic internațional (DHI). La această conferință, prezidează Grupul de lucru însărcinat cu elaborarea planului detaliat de activităti prezvăzute în cadrul DHI (1965-1974). Din 1965, participă regulat la sesiunile Consiliului de coordonare al DHI și la reuniunile grupului de lucru creat pentru studierea bilanțului hidric mondial. În 1967, este ales Vicepreședinte al Consiliului DHI.
La sugestia Directorului general al UNESCO, René Maheu⁠(fr)[traduceți], candidează la postul de Director al Diviziei de hidrologie din Secretariatul UNESCO, post pe care este numit în noiembrie 1969. În această calitate, Sorin Dumitrescu asigură implementarea și încheierea cu succes a DHI, precum și realizarea unor proiecte privind cursuri internaționale de formare a hidrologilor și de creare de centre de cercetare în diverse țări în curs de dezvoltare.
Conduce nemijlocit pregătirea Programului hidrologic internațional (PIH), destinat să continue cooperarea internațională în domeniul apelor după terminarea DHI. La inițiativa sa, domeniul de activitate al PHI se extinde treptat prin includerea unor teme legate de gospodărirea apelor (water resources management) și de aspectele sociale și de mediu ale utilizării apelor.
În 1985, pe lângă conducerea Diviziei de hidrologie, primește și sarcina de coordonator al tuturor activităților UNESCO legate de mediu. În 1988 este numit Subdirector general al UNESCO pentru Sectorul de Științe (iulie 1988 - decembrie 1989).
În 1988, Asociația internațională a științelor hidrologice (AISH / IAHS) îi decernează Premiul internațional de hidrologie pentru contribuția adusă la dezvoltarea cooperării internaționale în acest domeniu.
În ianuarie 1990, Sorin Dumitrescu este numit reprezentant personal al Directorului general UNESCO, Federico Mayor], pentru elaborarea și realizarea unor măasuri destinate să sprijine acțiunile de reconstrucție și dezvoltare a programelor României în domeniul educației, științelor, culturii și comunicațiilor și să readucă pe deplin specialiștii români în circuitele internaționale de cooperare și schimb de valori în aceste domenii.
În octombrie 2015, a apărut la Paris (Le vers à soie) cartea de amintiri intitulată Irrévocable !. În 2016, cartea fost tradusă și în limba română, cu titlul Irevocabil! Cum l-am învins pe Ceaușescu.

## Distincții
- Ordinul „Meritul Științific” clasa a II-a (19 decembrie 1967) „pentru merite deosebite în muncă, cu prilejul împlinirii a 10 ani de la înființarea Institutului de studii și cercetări hidrotehnice”[5]